# Alphen-Chaam
Alphen-Chaam  è una municipalità dei Paesi Bassi di 10 504 abitanti situata nella provincia del Brabante Settentrionale.
Istituita il 1º gennaio 1997, è stata definita dall'unione del territorio delle ex-municipalità di Chaam e parte del territorio di quelle di Alphen en Riel e Nieuw-Ginneken.

## Geografia antropica
Il comune è composto da diversi centri abitati di seguito elencati:
- Alphen
- Chaam
- Galder
- Strijbeek
- Ulvenhout AC
- Bavel AC